# Оукланд (Илиноис)
Оукланд (енгл. Oakland) град је у америчкој савезној држави Илиноис. По попису становништва из 2010. у њему је живело 880 становника.

## Демографија
Према попису становништва из 2010. у граду је живело 880 становника, што је 116 (11,6%) становника мање него 2000. године.
| Група             | 2000.       | 2010.       |
| Белци             | 982 (98,6%) | 854 (97,0%) |
| Афроамериканци    | 2 (0,2%)    | 2 (0,2%)    |
| Азијати           | 0 (0,0%)    | 1 (0,1%)    |
| Хиспаноамериканци | 9 (0,9%)    | 12 (1,4%)   |
| Укупно            | 996         | 880         |